# Турнон, Жан-Франсуа
Жан-Франсуа Турнон (фр. Jean-François Tournon, 6 апреля 1909 — 12 апреля 1986) — французский фехтовальщик-саблист, призёр Олимпийских игр и чемпионатов мира.

## Биография
Родился в 1909 году в Буа-Коломб департамента О-де-Сен. В 1938 году стал обладателем серебряной медали чемпионата мира.
В 1948 году принял участие в Олимпийских играх в Лондоне, где французы заняли 5-е место в командной сабле. В 1949 году завоевал серебряную медаль чемпионата мира, на чемпионате мира 1950 года повторил этот результат. В 1952 году стал бронзовым призёром Олимпийских игр в Хельсинки. В 1954 году завоевал бронзовую медаль чемпионата мира.